# Ivan Kirejevskij
Ivan Vasiljevitj Kirejevskij (ryska: Иван Васильевич Киреевский), född 3 april (gamla stilen: 22 mars) 1806 i Moskva, död 23 juni (gamla stilen: 11 juni) 1856 i Sankt Petersburg, var en rysk författare; bror till Pjotr Kirejevskij.
Kirejevskij tjänstgjorde en tid vid inrikeskollegiets arkiv i Moskva och knöt, under en studieresa i Tyskland, personlig bekantskap med Friedrich Hegel och Friedrich von Schelling. Han medverkade i Michail Pogodins tidskrifter "Moskvitianin" och "Moskovskij Sbornik", tills de förbjöds av regeringen. I dessa tidskrifter uppträdde han som varm anhängare av slavofilismen, särskilt ur religiös synpunkt, enär han under längre tids vistelse hos eremiten Filaret av denne stärkts i sin övertygelse om den ryska ortodoxins förträfflighet. Kirejevskijs samlade skrifter utgavs 1861.